# 朗德勒蒙
朗德勒蒙（法語：Landremont，法語發音：[lɑ̃dʁəmɔ̃]）是法国默尔特-摩泽尔省的一个市镇，属于南锡区。

## 地理
朗德勒蒙（48°50'58"N, 6°8'22"E）面积5.52 平方千米，位于法国大東部大區默尔特-摩泽尔省，该省份为法国东北部内陆省份，是洛林的一部分，北邻比利时、卢森堡，北起顺时针与摩泽尔省、下莱茵省、孚日省和默兹省接壤。
与朗德勒蒙接壤的市镇（或旧市镇、城区）包括：贝洛、克莱默里、圣热纳维耶夫、维尔欧瓦勒。

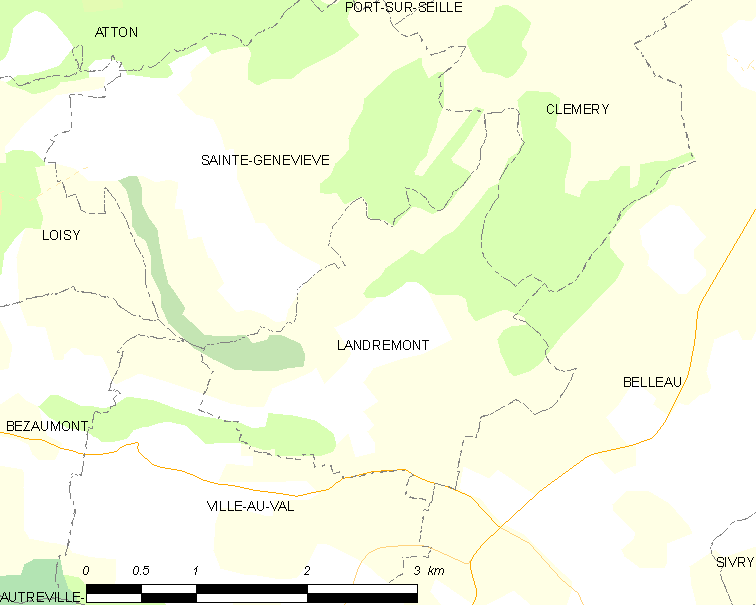
朗德勒蒙的OSM定位图

朗德勒蒙的时区为UTC+01:00、UTC+02:00（夏令时）。

## 行政
朗德勒蒙的邮政编码为54380，INSEE市镇编码为54294。

## 政治
朗德勒蒙所属的省级选区为塞耶-默尔特河间县。

## 人口

1962-2008年间朗德勒蒙人口变化图示

朗德勒蒙于2022年1月1日时的人口数量为137人。